# Xavier Boisselot
Dominique-François-Xavier Boisselot, né à Montpellier, le 3 décembre 1811 et mort à Paris 18e le 8 avril 1893, est un compositeur et facteur de pianos français.

## Biographie
Après avoir appris les éléments de la musique à Marseille, où sa famille s’était établie après 1823, Xavier Boisselot vint à Paris en 1830, entra au Conservatoire de Paris et y suivit un cours d’harmonie puis, au terme d’excellentes études sous Fétis pour le contrepoint et la fugue et Lesueur (dont il épousa la fille quelques années après) pour la composition libre, remporta le second prix en 1834 et, en 1836, le prix de Rome pour sa cantate Velléda, qui fut exécutée solennellement à l’Institut, le 8 octobre 1836. En 1838, on exécuta une ouverture de sa composition dans la séance publique de l’Académie des beaux-arts, mais neuf années s’écoulèrent ensuite avant qu’il put faire représenter un de ses opéras, Ne touchez pas à la reine, opéra-comique en trois actes sur un libretto de Royer et Vaëz (Opéra-Comique, 16 janvier 1847) (représenté 76 fois l’année de sa création et repris, quoique médiocrement, en 1871), et Mosquita la Sorcière au Théâtre-Lyrique le 27 septembre 1851 avec un succès plus modeste (25 représentations cette même année). La recherche et la multiplicité qu’on remarque dans ces deux œuvres n’empêchent pas de constater que la mélodie en est dépourvue d’originalité et que l’instrumentation en offre peu d’intérêt.
Malgré le succès de ses débuts musicaux, sa carrière de compositeur fut cependant de courte durée. Boisselot avait déjà pris, en 1850, la direction de la manufacture familiale de Marseille et de sa succursale de Barcelone, à la suite de la mort de son frère Louis-Constantin (1809-1850), lui-même successeur de leur père Jean-Louis (1782-1847), éditeur de musique et luthier à Montpellier puis facteur de pianos à Marseille. Comptant plus de deux cents ouvriers dans ses fabriques de Marseille et de Barcelone, la qualité de ses pianos à queue mérita à la maison Boisselot une médaille de première classe à l’Exposition universelle de 1855, où leurs produits figuraient à la fois parmi ceux de la France et ceux de l’Espagne. Ce facteur distingué obtint des récompenses à toutes les expositions nationales de l’industrie, deux médailles d’or en 1844 et 1849, mais de mauvaises opérations financières et, en 1865, l’incendie de la fabrique de Barcelone mirent l’entreprise en difficulté. Boisselot se retira la même année et la céda à son neveu, Franz Boisselot (1845-1902), dont le parrain fut Franz Liszt, qui la rétablit complètement à une situation prospère, livrant de 600 à 800 pianos par an, dont un grand nombre pour l’exportation.
En 1867, il fut nommé inspecteur général des écoles de musique et des théâtres de musique de Marseille. N’ayant pas abandonné la composition, il fit jouer en 1869 à Marseille des fragments d’une épopée lyrique, L’Ange déchu. Il a aussi laissé de nombreuses mélodies pour piano, dont Villanella dont Théophile Gautier avait écrit le poème pour lui en 1837. Tous deux collaboraient alors à La Charte de 1830 et c’est de celle époque que datait leur amitié. Gautier jugea toujours Boisselot avec estime : « La musique de M. Boisselot est de la vieille école française et se colle étroitement au vers, de façon à n’en pas supporter la médiocrité ! » écrivit-il au sujet de Ne touchez pas à la Reine.